# José Mallol Alberola
José Mallol Alberola (Muchamiel, Alicante, 5 de enero de 1912 – Alicante, 15 de febrero de 1993) licenciado en farmacia. Perteneció al partido político de Falange Española desde el discurso de su fundación, pronunciado por José Antonio Primo de Rivera en el Teatro de la Comedia de Madrid el 29 de octubre de 1933. Desempeñó el cargo de primer gobernador civil de Alicante y fefe provincial del Movimiento el 28 de marzo de 1939, antes de terminar la guerra, evitando con su intervención un final sangriento en Alicante.
Está en posesión de las siguientes cruces y condecoraciones: Medalla del Alzamiento, Medalla del Cautiverio, Medalla de Sufrimientos por la Patria, Medalla de la Vieja Guardia, Medalla de Plata al Mérito Farmacéutico y Encomienda con Placa de la Orden de Sanidad.

## Biografía
Hijo de maestro de escuela, aprueba el Bachillerato Universitario en Valencia en el año 1927. Estudia Magisterio en la Escuela Normal de Alicante, obteniendo el título de maestro de Primera Enseñanza. Posteriormente se traslada a Granada donde se licencia en Farmacia, carrera que finalizó con 21 años. Realizando estudios de Derecho. Es diplomado en Sanidad.
Contrajo matrimonio con Josefina Sala Alberola en Muchamiel, con quien tuvo cuatro hijos (Francisco José, Pilar, José Ramón y Loreto).
Con 21 años fue nombrado presidente del Sindicato de Riegos de la Huerta de Alicante, federado con los sindicatos católicos, desde el que realiza una activa gestión en beneficio del campo y de los agricultores alicantinos.
Con motivo del discurso pronunciado por José Antonio Primo de Rivera en el Teatro de la Comedia de Madrid prendió en él, como en tantos jóvenes españoles, el entusiasmo y la ilusión del fundador de Falange de ver una España unida, en paz y más justa.
Fue nombrado jefe local de Falange en Muchamiel.
El 25 de julio de 1936 es detenido y conducido a la Prisión Reformatorio de Adultos de Alicante. Más tarde pasó a la cárcel provincial y posteriormente al campo de trabajo de Albatera, que con 54 detenidos más, tuvo el “privilegio de inaugurar”. Pasó también por el Seminario de Orihuela, habilitado para prisión, y por el penal de San Miguel de los Reyes de Valencia. Estuvo recluido en Tristany, próximo a Chirivella. Fue conducido ante el pelotón de fusilamiento en tres ocasiones, las dos primeras simuladas y en la última, que era la definitiva, salvó la vida gracias a la intervención de los Cónsules de Argentina, Francia, Bélgica y Alemania.
Fue quien identificó, junto con Miguel Primo de Rivera, Pilar Millán Astray, Javier Pérez de Millán-Astray y el conserje del cementerio de Alicante, Tomas Santonja los restos de José Antonio Primo de Rivera, extraídos de una fosa común, en la que dejó una huella que aún se conserva.
Fue liberado del Reformatorio de Adultos de Alicante el 28 de enero de 1939 y a partir de entonces encabeza la quinta columna, ya iniciada desde la cárcel de Alicante. Junto con un grupo de falangistas, toma los más importantes centros de información y mando ocupados por los republicanos, liberando Alicante y los pueblos de la provincia antes de la llegada de las tropas franquistas.
Controló el puerto de Alicante dando órdenes precisas al comandante del crucero Canarias.
Evitó una verdadera masacre en el mismo puerto al conseguir que no hubiese muertos por enfrentamientos armados. Una larga lista, con nombres de personas, presuntamente comprometidas en actos de sangre, quedó definitivamente enterrada en un lugar de la finca familiar.
Fue nombrado primer gobernador civil de Alicante y jefe provincial del Movimiento el 28 de marzo de 1939, antes de terminar la guerra.
Sus ideales falangistas le obligaron a abandonar importantes cargos y finalmente retirarse de la política por coherencia con su pensamiento.
Su vida profesional la desarrolló principalmente como titular de su farmacia de Alicante y también, en menor medida, en Muchamiel. Ostentó la presidencia del Colegio de Farmacéuticos de Alicante durante, casi, tres décadas siendo Vocal del mismo en el ámbito nacional. Fue Presidente del Sindicato de Riegos de la Huerta de Alicante y Presidente de la Asociación de Familia. Todos estos cargos por elección.
Contrajo segundas nupcias con Nancy Cavalheiro de Souza, quien aportó dos hijas más a la familia (Cristina y Andrea).
En el año 2000, sus hijos publicaron La estampida, final de la Guerra Civil en el puerto de Alicante, un libro escrito por él en 1989, con la sola intención de dar a conocer a su familia la verdad de lo acontecido.